# Regionale Kringen
Regionale Kringen of RK, is het in 1992 opgericht samenwerkingsverband tussen de verschillende regionale studentenkringen die aan de VUB te vinden zijn. 
De leuze van de Regionale Kringen is "Eendracht maakt macht". RK heeft een eigen lied & schild.
Jaarlijks nemen de Regionale Kringen met een eigen praalwagen deel aan St V, en brengen ze de RK-tijdinghe uit.

## Huidige Regionale Kringen
| Vereniging                                      | Opgericht           | Doelgroep/Instituut                                                               | Kleur                |
| ----------------------------------------------- | ------------------- | --------------------------------------------------------------------------------- | -------------------- |
| Aalsters Vrij Studentengenootschap (AVSG)       |                     | Studenten uit Aalst en omstreken                                                  | rood-wit-geel        |
| Campina (CAMP)                                  | Jaren 80            | Studenten uit de Kempen                                                           | groen-wit-groen      |
| Hesbania (HESB)                                 | 25 februari 2002    | Studenten uit Haspengouw en Hageland                                              | blauw-geel-rood      |
| Kinneke Baba (KB)                               | 1971                | Studenten uit Oost-Vlaanderen (origineel uit Geraardsbergen en omstreken)         | geel-rood-geel       |
| Kring der Brusselse & Brabantse Studenten (KBS) | 1988                | Studenten uit Brabant & het Brusselse Gewest (vroeger enkel het Brusselse Gewest) | groen-rood-groen     |
| Limburgia (LIA)                                 | 1989 (heropgericht) | Studenten uit Limburg                                                             | groen-wit-rood       |
| 't VAT                                          | 1969                | Studenten uit Brussel (meer een cantuskring)                                      | rood-purper-groen    |
| Vrijzinnige Studentenkring Mechelen (VSKM)      | 1921                | Studenten uit Mechelen                                                            | geel-rood            |
| Westland (WL)                                   | 17 december 1970    | Studenten uit West-Vlaanderen                                                     | rood-geel-wit        |
| West-Vlaamse Universitaire Kring (WUK)          | 2004                | Studenten uit West-Vlaanderen                                                     | geel-rood-lichtblauw |
| Zatte Wijven Kring (ZWK)                        | 1988                | Vrouwelijke studenten (zatte wijven van overal)                                   | blauw-wit-blauw      |

## Verdwenen Regionale Kringen
- Antverpia (APIA), studenten uit Antwerpen, kleuren: rood-wit-rood. Maakt geen deel uit van de Regionale Kringen maar is nog steeds actief op de VUB.
- Bockstaelse Maegden (BM), oud-leerlingen uit het atheneum van Laeken, kleuren: lichtblauw-wit-lichtblauw
- Brugse Studentenkring (BSK), studenten uit Brugge, kleuren: rood-wit-blauw (na academiejaar 2003-2004 met OP samengesmolten tot West-Vlaamse Universitaire Kring - WUK)
- Geuzenkring Pajottenland (GKP), studenten uit het Pajottenland, kleuren: paars-oranje-paars (na academiejaar 2001-2002 deels opgegaan in de Kring der Brusselse en Brabantse Studenten - KBS, deels opgegaan in Kinneke Baba - KB)
- Maldo: studenten uit Maldegem, kleuren: rood-geel (sinds 2009 heropgericht, onafhankelijk van een overkoepelend konvent)
- Ostendsche Ploate (OP), studenten uit Oostende en de kuststreek, kleuren: rood-geel-rood (na academiejaar 2003-2004 met BSK samengesmolten tot West-Vlaamse Universitaire Kring - WUK)
- Tungrensia, studenten uit Tongeren en omstreken, kleuren: blauw-wit-geel
- Vrijzinnige Studentenkring Ninove (VSKN), studenten uit Ninove, ontstaan in 1965/1966.